# Esquema axiomático de reemplazo
En teoría de conjuntos, el esquema axiomático de reemplazo o axioma de reemplazo es un esquema axiomático —una cierta colección de axiomas— que postula que la imagen de un conjunto por una función definida a través de una fórmula es también un conjunto.

## Enunciado
El axioma de reemplazo afirma que existe el conjunto imagen de una «función» definida sobre otro conjunto dado. La función en cuestión está representada por una cierta fórmula arbitraria φ, debido a la incapacidad del lenguaje formal de cuantificar sobre las «relaciones» entre conjuntos:
| Esquema axiomático de reemplazo Sea una fórmula con al menos dos variables libres, φ(x, y). La siguiente fórmula es un axioma: {\displaystyle (\forall x,y,z\,,\,\varphi (x,y)\wedge \varphi (x,z)\rightarrow y=z)\rightarrow \forall A\exists B\,,\,\forall b\,(b\in B\leftrightarrow \exists a\in A:\varphi (a,b))} |

Escrito en palabras: «si φ representa una función, entonces para cada conjunto A existe su conjunto imagen B». Los predicados «representa una función» y «su conjunto imagen» significan, más concretamente, «para cada x, es cierta para un único par ordenado x, y» y «el conjunto de los elementos b que cumplen φ(a, b) para algún a en A». La fórmula φ puede tener parámetros, es decir, puede tener más variables libres que hagan referencia a otros conjuntos no especificados, como por ejemplo:
φ(x, y) ≡ y = x ∪ a

## Independencia
El axioma de reemplazo (AR) no puede demostrarse a partir del resto de teoría de conjuntos de Zermelo-Fraenkel (ZF), ya que puede construirse un modelo en el que el resto de axiomas sean ciertos, junto con la negación de AR.